# Artemovsky (huyện)
Huyện Artemovsky (tiếng Nga: ? райо́н) là một huyện hành chính tự quản (raion), của Tỉnh Sverdlovsk, Nga. Huyện có diện tích 2066 km². Trung tâm của huyện đóng ở Artemovsk.